# Odziarniarka
Odziarniarka – maszyna stosowana we wstępnym procesie przerobu słomy lnianej, służąca do oddzielania torebek nasiennych od słomy. Proces ten nazywa się odziarnianiem i przygotowuje słomę do procesu roszenia.
Odziarniarka to również maszyna stosowana we wstępnym procesie przetwarzania bawełny, służąca do oddzielenia nasion od włókna.
Wynalazcą pierwszej odziarniarki był Eli Whitney. 
Chociaż Eli Whitney jest powszechnie uznawany za wynalazcę tej maszyny, Catherine Green odegrała znaczącą rolę w jej koncepcji i rozwinięciu, jako  kluczowa osoba w wynalezieniu odziarniarki bawełny (cotton gin) - maszyny stosowanej we wstępnym procesie przetwarzania bawełny, służącej do oddzielenia nasion od włókna.